# Майоров, Алексей Витальевич
Алексей Витальевич Майоров (род. 13 февраля 1972) — российский дзюдоист, бронзовый призёр чемпионатов России 1996 и 1997 годов, призёр международных турниров, мастер спорта России международного класса. Тренер по дзюдо высшей категории в спорткомплексе «Спутник» (Дивногорск), судья первой категории.

## Спортивные результаты
- Чемпионат России по дзюдо 1996 года — ;
- Чемпионат России по дзюдо 1997 года — ;
- Московский международный турнир 1998 года — ;
- Турнир «Liberation» 1998 года, София — ;